# Anne Bauchens
Anne Bauchens (født 2. februar 1882, død 7. maj 1967) var en amerikansk filmklipper, der er særlig kendt for sit samarbejde gennem fyrre år med instruktøren Cecil B. DeMille.
I 1941 vandt hun en Oscar for bedste klipning for filmen Canadas sønner, og var dermed den første kvinde der vandt i den kategori.

## Biografi
Bauchens blev født Roseanne Bauchens i St. Louis, Missouri.
Bauchens blev uddannet filmklipper af DeMille,
og hun delte den første kreditering som klipper med ham på filmen Carmen fra 1915. Indtil 1918 havde DeMille både været klipper og instruktør på sine film.
Efter Carmen og Du kan ikke faa alt fra 1918, arbejdede hun alene som klipper. Hun klippede DeMilles film i resten af deres lange karriere. Den sidste film blev De ti bud fra 1956.
Da den første Oscar for bedste klipning skulle uddeles i 1935 var hun en af de tre nominerede, for sit arbejde med Cleopatra.
Hun vandt senere prisen for filmen Canadas sønner i 1941, og blev den første kvinde til at vinde i den kategori.
Hun modtog yderligere 2 nomineringer for Verdens største show i 1953 og for De ti bud i 1957.
I alt er Bauchens krediteret på 43 film af DeMille og 20 film med andre instruktøre.